# Georg Steinitz
Georg Steinitz (* 16. September 1937 in Linz) ist ein österreichischer Moderator, Schauspieler und Humorist.

## Leben
Georg Steinitz wuchs in Salzburg auf und schloss 1962 das Schauspielseminar am Mozarteum ab. Steinitz begann als Regieassistent bei internationalen Filmproduktionen, u. a. The Sound of Music (deutscher Titel: Meine Lieder – meine Träume) und Das große Rennen rund um die Welt. Steinitz arbeitete danach als Kameramann und Produzent in den USA, bevor er in seine Heimatstadt Salzburg zurückkehrte. Dort war er von 1967 bis 1997 beim ORF Salzburg beschäftigt, moderierte u. a. die ORF-Sendungen Österreich Bild und Salzburg Heute und fungierte als Leiter der Sparte „Jugend, Familie, Gesellschaft“. Daneben wirkte er in österreichischen Fernseh- und Hörspielproduktionen und einigen internationalen Dokumentationen und Fernsehspielen über The Sound of Music mit und bestritt kabarettistische Auftritte und Lesungen, u. a. mit dem Schauspieler Gerhard Zemann.

## Auszeichnungen
Georg Steinitz ist Träger des Goldenen Ehrenzeichens des Landes Salzburg.

## Persönliches
Georg Steinitz’ Urgroßvater war der Landeshauptmann des Kronlandes Salzburg von 1872 bis 1880, Hugo Raimund von Lamberg. 
2003 begründete Georg Steinitz als Obmann den SOMA Salzburg – einen Sozialmarkt für Mitmenschen mit geringem Einkommen. 
Durch zahlreiche Reisen in arabische Länder, das Studium der arabischen Sprache und Hilfsprojekte für Flüchtlinge aus dem arabischen Raum wurde Georg Steinitz zum Kenner der islamischen Welt und trat in dieser Eigenschaft bei Veranstaltungen als Vermittler zwischen den Kulturen auf.
Georg Steinitz ist der Vater des österreichischen Dirigenten Alexander Steinitz.